# 池田町馬路
池田町馬路（いけだちょううまじ）は、徳島県三好市の町名。2015年10月1日現在の人口は624人、世帯数は241世帯。郵便番号は〒778-5252。

## 地理
北から東は池田町白地、西は池田町佐野、南は山城町相川にそれぞれ接する。地内中央を横断するように馬路川が国道192号と並行して東流している。

### 山岳
- 雲辺寺山

### 小字
| - 烏帽子尾 - 大泉 - 大岩 - 陰ノ前 - 鍛治屋 - 加重 - 金年 - 久保 - 源氏岡 - 五軒 | - 桜渕 - 城尾 - 底之谷 - 高瑞 - 竹ノ内 - 龍登 - 立石 - 谷奥 - 中重 - 寺道 | - 土居 - 堂ノ久保 - 堂面 - 成年 - 西岡 - 西谷 - 西堂面 - 西之坊 - 芭蕉 - 馬場 | - 一ツ打 - 平尾 - 深川 - 双子布 - 坊城 - 松ノ下タ - 丸山 - 水之久保 - 峯川 - 峯友 | - 宮ノ下モ - 森ノ下タ - 安長 - 横持 - 嫁之渕 |  |

## 歴史
- 2006年（平成18年）3月1日 - 三好郡池田町が三野町・山城町・井川町・東祖谷山村・西祖谷山村と合併して三好市が発足し、現在の町名となる。

## 施設
- 三好市立馬路小学校
- 境宮神社

## 交通

### 鉄道
- 地内に駅はなく、最寄り駅はJR土讃線の阿波池田駅。

### 道路
高速
- 徳島自動車道

国道
- 国道192号

都道府県道
- 徳島県道268号野呂内三縄停車場線